# الجزائر في الألعاب البارالمبية الصيفية 2012
شاركت الجزائر في الألعاب البارالمبية الصيفية لندن 2012، وهي المشاركة السابعة في تاريخها منذ سنة 1992.

## مواضيع ذات علاقة
- الجزائر في الألعاب البارالمبية
- الجزائر في الألعاب الأولمبية الصيفية 2012